# Campo Nubla
Campo Nubla es una   diputación del municipio de Cartagena de la comunidad autónoma de Murcia en España. Se encuentra al noroeste del centro de la ciudad, está considerada como diputación del Área Periurbana situada en Cartagena Oeste y limita al oeste con Fuente Álamo de Murcia, al sur con Los Puertos, al este con La Magdalena y al norte con La Aljorra.

## Historia
Las primeras referencias sobre este territorio y relacionadas con labores agrícolas son del año 1559, en que los herederos de Sebastián Vicente se vieron obligados a vender sus tierras a causa de las deudas contraídas por las epidemias. Y en el año 1561 son ya 13 los propietarios de la tierra que han levantado sus casas fortificadas. 
Su posesión fue objeto de un largo litigio entre Murcia y Cartagena, al pretender cada una de ellas anexionársela a su término municipal, lo que dio lugar a un largo pleito resuelto para el Concejo de Cartagena tras Real Ejecutoria en 1532.
Sus parajes y caseríos se citan frecuentemente en los libros capitulares, así en el último tercio del siglo XVI encontramos el Rincón de Sumiedo y Tallante, pues cerca de ellos discurría el camino real de Cartagena a Lorca, hasta unirse con el camino de Mazarrón a Lorca. En el primer recuento en que se tiene en cuenta a los moradores del campo y que se lleva a cabo en el año 1683, entre los parajes que podemos identificar con esta diputación y su población se encuentran Pericones con 8 habitantes y Puerto del Judío con 1. 
Era entonces una larga y estrecha franja de terreno que se extendía desde La Azohía hasta Fuente Álamo, dedicándose exclusivamente a pastos y a la recolección de productos silvestres entre sus tupidos lentiscares, especialmente la grana. La calidad de sus tierras dieron lugar al progreso de las roturaciones, estimándose además como un lugar seguro por su alejamiento de la costa quedando a cubierto de las incursiones de piratas y berberiscos. 
Según el censo de población practicado por el Ayuntamiento en 1930, tiene esta diputación 1.591 habitantes de derecho y 1.585 de hecho, y está dividida en tres barrios que comprenden los caseríos y parajes siguientes: Tallante, Rincón de Sumiedo, Los Pérez, Manchica, Casas Altas, Casas de Abajo, Casas de Cañabate, Casas de la Huerta, Casas de Saura, Casas Tejadas, Los Arroyos, Los Cañavates, Mahoma, Los Martínez, Los Gómez, Los Colorados, Collado de Tallante, Las Escabeas, Los Faustinos, Los Garcías, Los Ginorros, Los Hernández, Los Juanetes, Los Lázaros, Pueblo Roto, Los Puntales y Los Valencianos.

## Distrito Cartagena Oeste
Canteras pertenece al Distrito 1 o Distrito Cartagena Oeste, que también comprende las diputaciones de: 
- Canteras
- Los Puertos
- Perín
- La Magdalena
- Campo Nubla

## Geografía
Esta diputación se encuentra en Cartagena Oeste y limita con el municipio de Fuente Álamo. A la misma pertenece Tallante.
De topografía irregular, destaca la orografía volcánica de la que forma parte el Cabezo Negro de Tallante. La variedad paisajística es enorme. De esta zona es endémico el Garbancillo de Tallante (Astragalus nitidiflorus), una especie leguminosa que se creía extinta hasta 2004 en que fue redescubierta. 
Desde el Rincón de Tallante a La Azohía se puede recorrer la Rambla de El Cañar.
El territorio de la diputación de Campo Nubla se encuentra a una distancia media de la capital municipal de unos 17 km y su comunicación principal con ella es la N-332, que enlaza en este tramo Cartagena con el Puerto de Mazarrón.

## Demografía
El padrón municipal de 2016 asigna a la diputación 288 habitantes (104 extranjeros), repartidos en los siguientes núcleos de población: Casas de Tallante (21); Casas del Molino (10); Collado de Tallante (40); Ermita de Tallante (70); La Manchica (31); Los Arroyos (16); Los Escabeas (14); Los Navarros Bajos (36); Los Pérez (21); Rincón de Tallante (29).

## Festividades
Las fiestas de esta diputación son Tallante, 8 al 15 de junio y Rincón de Sumiedo, 22 al 25 de julio. 